# 886 Washingtonia
886 Washingtonia هو كويكب، يقع ضمن حزام الكويكبات. اكتشف في 16 نوفمبر 1917. وقد اكتشفه جورج هنري بيترز.

## روابط خارجية
- 886 Washingtonia في قاعدة بيانات مختبر الدفع النفاث لأجرام النظام الشمسي الصغيرة

- الاكتشاف · مخطط المدار ·  العناصر المدارية · المعلمات المادية

- 886 Washingtonia على موقع ويكي سكاي: DSS2, SDSS, GALEX, IRAS, Hydrogen α, X-Ray, Astrophoto, Sky Map, Articles and images